# Multiple independently targetable reentry vehicle

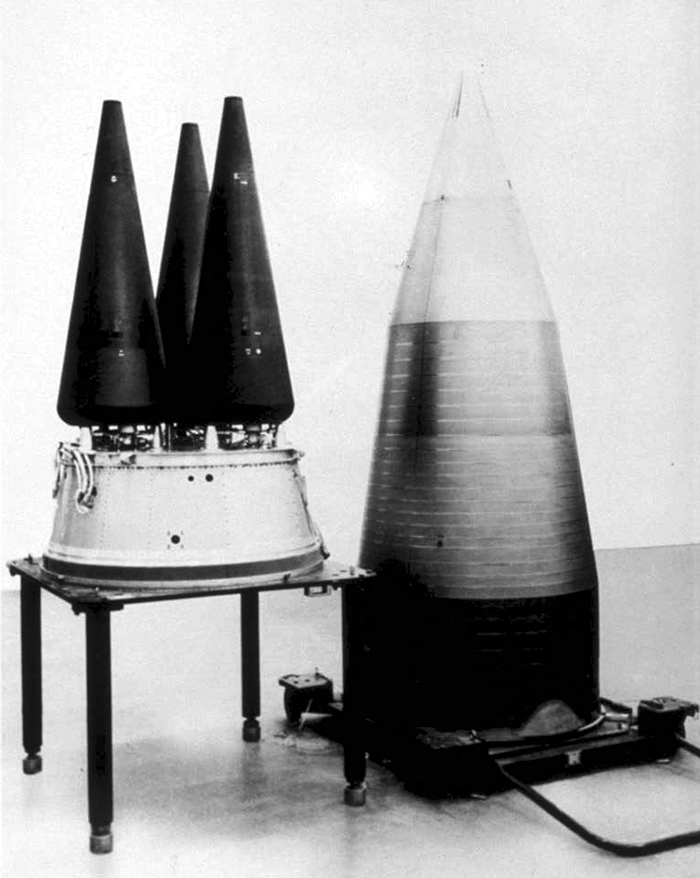
Gefechtsköpfe vom Typ W78 als Mehrfachsprengköpfe (MIRV) Wiedereintrittskörper Mk12A für eine LGM-30G Minuteman III

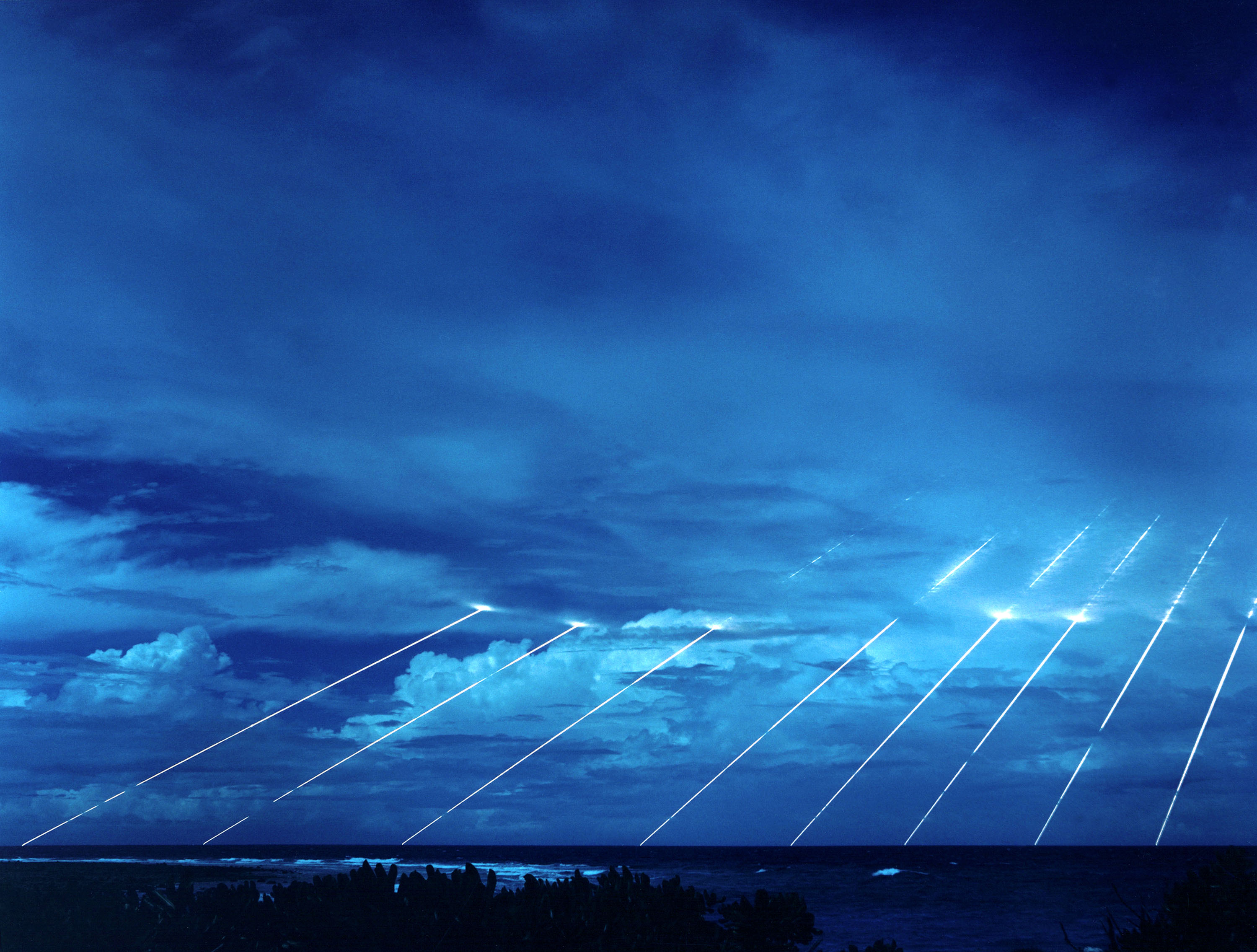
Wiedereintrittsspuren von acht MIRVs einer LG-118A Peacekeeper auf Kwajalein

Multiple independently targetable reentry vehicles (kurz MIRV; englisch für ‚unabhängig zielbarer Mehrfach-Wiedereintrittskörper‘) sind Mehrfach-Sprengköpfe für ballistische Raketen. Sie ermöglichen es, mit einer einzigen Trägerrakete mehrere Ziele gleichzeitig anzugreifen und Abwehrmaßnahmen durch das gleichzeitige Eindringen vieler Gefechtsköpfe zu erschweren. Die ersten mit MIRV ausgestatteten Raketen wurden Anfang der 1970er Jahre von den Vereinigten Staaten stationiert.

## Allgemeines

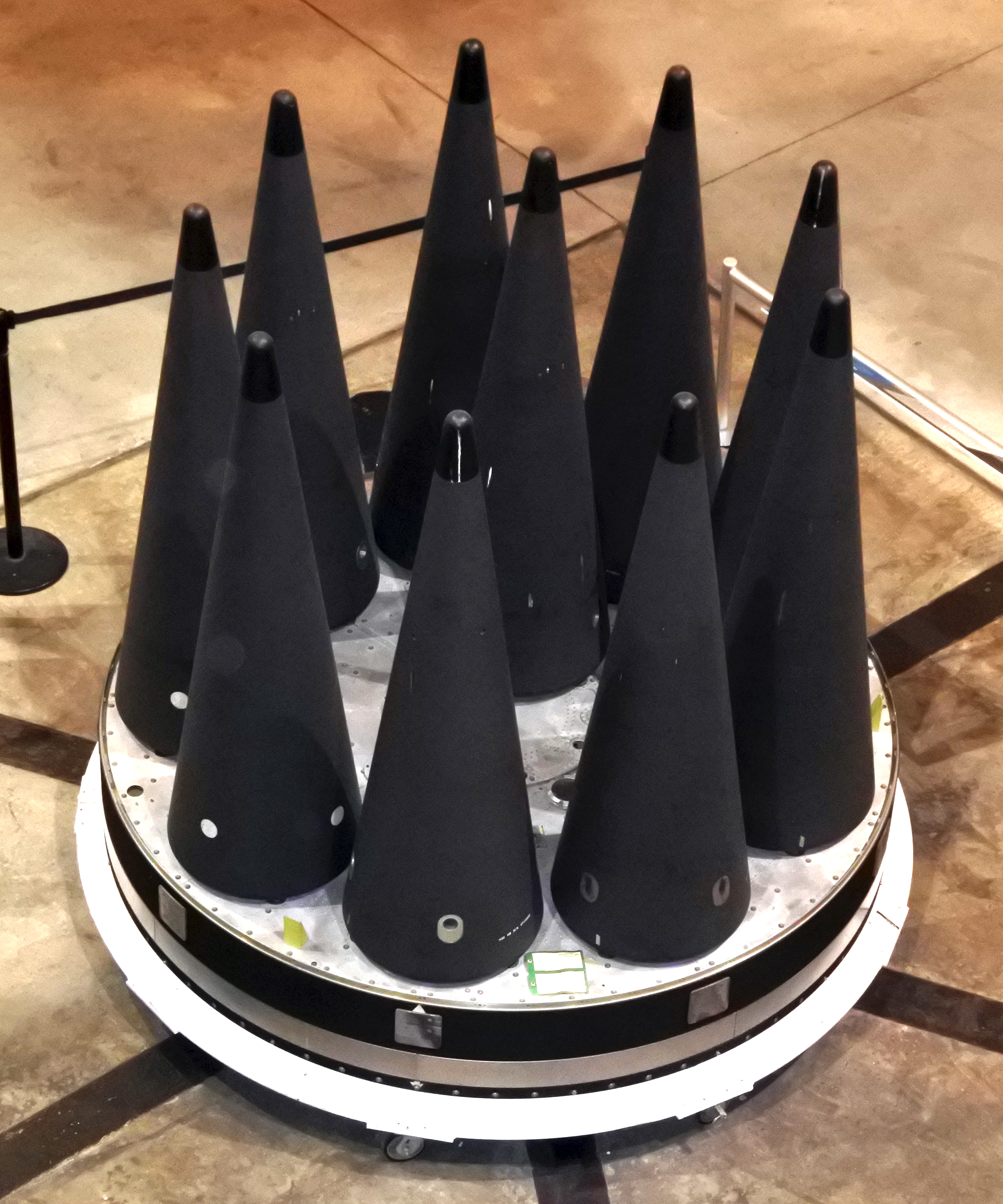
MIRV-Gefechtsköpfe einer LGM-118A Peacekeeper

Als MIRV-Systeme werden Nutzlasten militärischer ballistischer Raketen bezeichnet, bei denen mehrere Wiedereintrittskörper auf individuellen Bahnen ausgesetzt werden können. Bei allen bisher stationierten Systemen handelt es sich bei den Wiedereintrittskörpern um Nukleargefechtsköpfe, auch wenn es Studien für Wiedereintrittskörper mit biologischen und chemischen Waffen sowie kinetischen Impaktoren gab. Durch ihre Komplexität und Aufgabenspektrum sind MIRV auf Mittelstreckenraketen (IRBM) Interkontinentalraketen (ICBM) und U-Boot-gestützte ballistische Raketen (SLBM) beschränkt.

## Geschichte
Bei den ersten strategischen Raketensystemen, die in den 1950er und 1960er Jahren von der Sowjetunion, den USA und anderen Staaten entwickelt wurden, saßen die Wiedereintrittskörper direkt auf der letzten Antriebsstufe der ballistischen Rakete. Das heißt, beim Aussetzen der Sprengköpfe hatten diese ihren endgültigen Kurs und Geschwindigkeit erreicht und es konnten keine Korrekturen mehr vorgenommen werden. Einige Raketen dieser frühen Generationen strategischer Waffen trugen zwar auch mehrere Gefechtsköpfe, diese wurden aber zusammen ausgesetzt und konnten nur gegen ein einzelnes Ziel gerichtet werden, um das sie gestreut einschlagen sollten. Diese Gefechtsköpfe wurden Multiple reentry vehicle (MRV) genannt.
Anfang der 1960er-Jahre gelang es der United States Air Force erstmals mit einer einzelnen Trägerrakete zeitgleich vier Satelliten in verschiedene Satellitenorbits zu bringen. Daraufhin wurde dieses Konzept von den Atomstreitkräften der Vereinigten Staaten aufgegriffen und für den Einsatz von nuklearen Wiedereintrittskörpern verwendet. Die erste Rakete mit MIRV-Gefechtsköpfen war die LGM-30G Minuteman III im Jahr 1970. Danach entstanden Raketen mit MIRV-Sprengköpfen auch in weiteren Staaten.

## Technik

Flugverlauf bei einer LGM-30G Minuteman III

Bei einem MIRV-System sitzen die Wiedereintrittskörper nicht mehr direkt auf der letzten Antriebsstufe der ballistischen Rakete, sondern auf einem Post Boost Vehicle oder einfach Bus. Zu deutsch lässt es sich mit Nach-Antriebs-Einheit oder Wiedereintrittskörperträger übersetzen. Der Wiedereintrittskörperträger ist im Grunde genommen eine zusätzliche Raketenstufe, wird aber in der Regel nicht als solche bezeichnet, da ein Wiedereintrittskörperträger nach den Bestimmungen des SALT II-Vertrags nicht in der Lage sein darf, der Nutzlast einen Geschwindigkeitszuwachs von mehr als 1.000 m/s zu verleihen, wodurch er sich von einer normalen Raketenstufe unterscheidet. Nach dem Ausbrennen der obersten Raketenstufe wird der Bus mit den Gefechtsköpfen von der Stufe abgetrennt. Mit Hilfe kleiner Steuertriebwerke sowie einem Trägheitsnavigationssystem, das bei modernen MIRV-Systemen durch Astronomische Navigation unterstützt wird, führt der Wiedereintrittskörperträger kleine Kurs- und Geschwindigkeitskorrekturen durch und setzt die Wiedereintrittskörper nacheinander auf ihre individuellen ballistischen Flugbahnen ab. Dadurch können mit einer einzelnen Rakete Gefechtsköpfe gegen individuelle Ziele innerhalb eines bestimmten Gebietes auf der Erdoberfläche gerichtet werden. Wie groß dieses Gebiet ist, hängt vom individuellen MIRV-System, der Reichweite und der Zuladung ab. Die UGM-73 Poseidon-SLBM beispielsweise konnte bei einer vollen Zuladung von 14 Wiedereintrittskörpern bei einer Reichweite von 3.333 km keine Ziele quer zur Flugbahn anvisieren. Wurde die Anzahl der Gefechtsköpfe auf 10 reduziert, konnten die Wiedereintrittskörper gegen Ziele maximal 278 km quer zur Flugrichtung der Rakete gerichtet werden (4.630 km Reichweite), bei nur 6 Wiedereintrittskörpern erhöhte sich dies auf 556 km bei 5.550 km Reichweite.
Die Form des MIRV-Buses kann nach den jeweiligen technischen Anforderungen unterschiedlich ausfallen. Gibt es keine Restriktionen hinsichtlich der Raketen-Abmessungen, entspricht der Durchmesser der Steuer- und Antriebseinheit des Buses in etwa jenem der obersten Antriebsstufe der Rakete und die Wiedereintrittskörper sitzen oben auf dem Bus (z. B. bei der Minuteman III). Bei vielen Raketensystemen ist jedoch das Volumen eng begrenzt, z. B. bei SLBM, die auf U-Booten stationiert sind oder neue Raketen, die ältere Systeme in Silos mit vorgegebenem Volumen ersetzen sollen. Hierbei ist der Wiedereintrittskörperträger oftmals als konzentrischer Ring rund um die Raketendüse der obersten Raketenstufe angeordnet. Diese Lösung wurde beispielsweise für den R-36MUTTH MIRV-Bus oder den UGM-133 Trident II-Bus gewählt.
Soweit bekannt, tragen alle bisherigen MIRV-Systeme Wiedereintrittskörper, die nach dem Aussetzen durch den Bus einer simplen ballistischen Flugbahn folgen. Jedoch können prinzipiell auch MARV (Maneuverable reentry vehicle) Systeme zum Einsatz kommen, bei denen die Sprengköpfe eigenständig Kurskorrekturen durchführen können. Für die UGM-96 Trident I wurde Ende der 1970er Jahre so etwa der Mk.500 Evader entwickelt, der in der Erdatmosphäre durch Auftriebsänderungen Richtungsänderungen durchführen konnte. In der Sowjetunion wurde im etwa selben Zeitraum ein MIRV-Sprengkopf mit Endanflugkontrolle für die R-36M entwickelt. In beiden Fällen wurde aber jeweils auf eine Einführung verzichtet.
MIRV-Systeme haben verschiedene Vorteile für die militärischen Planer. Da eine einzelne Rakete nun mehrere Sprengköpfe tragen konnte, wurde der Aufbau eines effektiven Raketenabwehrsystems für den potentiellen Gegner ungleich schwieriger und praktisch nicht umsetzbar. Weiterhin kann durch die mit dem MIRV-Bus durchgeführten feinen Kurskorrekturen die Treffgenauigkeit der Waffensysteme gesteigert werden. Damit kann die Effektivität der Waffen gegen „harte“ Ziele wie Raketensilos und unterirdische Kommandoposten erhöht werden bei gleichzeitiger Reduktion der Sprengkraft der einzelnen Sprengköpfe. Weiterhin geben MIRV-Systeme den militärischen und politischen Planern ein hohes Maß an Flexibilität, da die Anzahl der Wiedereintrittskörper auf einzelnen Raketen der Mission und dem politischen Umfeld angepasst werden kann. So haben beispielsweise die USA die Anzahl von Sprengköpfen auf den Minuteman III ICBM sowie Trident II SLBM von der maximal möglichen Anzahl reduziert, um die Auflagen der START-Abrüstungsverträge zu erfüllen, könnten diese aber im Bedarfsfall wieder erhöhen, sollte sich das politische Umfeld ändern.
Mit ihrer Einführung Anfang der 1970er Jahre trugen MIRV-Systeme stark zum Rüstungswettlauf im Bereich strategischer Waffen zwischen der Sowjetunion und den USA bei. Obwohl sich seit Ende der 1960er Jahre die Anzahl strategischer Raketen auf beiden Seiten kaum noch erhöhte, wirkte die Einführung von Raketen mit MIRV als Multiplikator bei der Anzahl strategischer Kernwaffen. Durch ihre vergleichsweise hohe Treffgenauigkeit sowie die Anzahl verfügbarer Sprengköpfe befeuerten sie auch politische und militärische Debatten um eigene und gegnerische Erstschlagsstrategien. So führte die Einführung leistungsstarker MIRV-Systeme wie die R-36M in der Sowjetunion Mitte der 1970er Jahre zu Befürchtungen in den USA, dass ein Fenster der Verwundbarkeit entstanden sei, da man annahm, dass die sowjetischen ICBM nun einen Großteil des amerikanischen Minuteman-Arsenals ausschalten könnten. Dies trieb neue Rüstungsprojekte in den USA wie der LGM-118 Peacekeeper ICBM oder den Trident SLBM voran, worauf die Sowjetunion ihrerseits mit der Entwicklung mobiler ICBM-Systeme sowie Verbesserungen ihres nuklearen Kommando- und Kontrollsystems reagierte.

## Verbreitung
Die Atomstreitkräfte der Vereinigten Staaten haben die LGM-30G Minuteman III im Bestand. Diese Interkontinentalrakete kann mit bis zu drei Mehrfachsprengköpfen mit einer Sprengkraft von jeweils 350 kT beladen werden. Die LGM-118 Peacekeeper, welche bis 2005 stationiert war, konnte 11 W87-Sprengköpfe mit einer Sprengkraft von jeweils bis zu 300 kT tragen. Die United States Navy verwendet die UGM-133 Trident II. Diese SLBM kann mit bis zu 14 W88-Sprengköpfe mit einer Sprengkraft von jeweils bis zu 475 kT tragen. Der Start-I-Vertrag beschränkt aber die maximale Anzahl auf 6 Wiedereintrittskörper.
Die Strategischen Raketentruppen Russlands haben die Interkontinentalrakete R-36M (NATO-Codename SS-18 Satan) in Bereitschaft. Sie kann mit bis zu 10 Mehrfachsprengköpfen mit einer Sprengkraft von jeweils 800 kT beladen werden. Weiter haben die Streitkräfte Russlands die mobile Interkontinentalrakete RS-24 (NATO-Codename SS-27 Mod. 2 Sickle-B) mit jeweils bis vier Sprengköpfen mit je 100–300 kT im Bestand. Die Russische Marine verwendet die SLBM R-29RMU (NATO-Codename SS-N-23 Skiff) und R-30 (NATO-Codename SS-N-32) mit 4–10 MIRV-Sprengköpfen mit einer Sprengkraft von jeweils 100 kT. Daneben stand in der Sowjetunion von 1976 bis 1989 die Mittelstreckenrakete RSD-10 (NATO-Codename SS-20 Saber) mit drei Mehrfachsprengköpfen mit einer Sprengkraft von jeweils 150 kT im Dienst.
Auch das Vereinigte Königreich sowie Frankreich verfügen über seegestützte Raketen mit MIRV-Gefechtsköpfen. Vereinigte Königreich hat die UGM-133 Trident II Lockheed-Martin aus den Vereinigten Staaten im Dienst (maximal drei MIRV), in Frankreich ist es die M-51 von EADS mit bis zu sechs MIRV-Gefechtsköpfen.
Die chinesische Volksbefreiungsarmee hat die Dongfeng 5 (NATO-Codename CSS-5) im Bestand. Diese Interkontinentalrakete kann mit bis zu fünf Mehrfachsprengköpfen mit einer Sprengkraft von jeweils 200–500 kT beladen werden. Weiter haben die Volksbefreiungsarmee die mobilen Interkontinentalraketen Dongfeng 31 (NATO-Codename CSS-10) und Dongfeng 41 (NATO-Codename CSS-20) mit 4–10 MIRV-Sprengköpfen mit einer Sprengkraft von jeweils 200–300 kT. Die Marine der Volksrepublik China verwendet die SLBM JuLang-2 (NATO-Codename CSS-N-14) und JuLang-3 (NATO-Codename CSS-N-20) mit 3–4 MIRV-Sprengköpfen mit einer Sprengkraft von jeweils 200–300 kT.
Indien hat die Mittelstreckenraketen Agni V/VI und K-5 mit jeweils maximal 3 MIRV-Sprengköpfen mit einer Sprengkraft von jeweils 10–40 kT im Bestand.
Sowohl Pakistan wie auch der Iran behaupten von sich, über MIRV-Gefechtsköpfe zu verfügen. Westliche Analysten bezweifeln diese Angaben, da beide Staaten nicht über diese Technologie verfügen, geschweige denn, diese implementieren können.